# Llista de capítols de Cinturó Negre
|  | No s'ha de confondre amb Llista d'episodis de Cinturó Negre. |

Cinturó Negre (やわら!, Yawara!) és un manga de Naoki Urasawa de 1986, que explica les peripècies de la jove Ginger Inokuma amb el judo, l’amistat i l’amor.
Escrit i il·lustrat per Naoki Urasawa, Yawara! es va publicar setmanalment a Big Comic Spirits des del número 30 de 1986 fins al número 38 de 1993 mentre simultàniament il·lustrava Pineapple Army. L'editorial Shogakukan va recopilar els capítols en 29 volums tankōbon entre el 30 d'abril de 1987 i el 29 d'octubre de 1993. Una edició bunkoban de 19 volums es va publicar entre el 17 de juliol de 1998 i el 16 de març de 1999. Una edició kanzenban de vint volums es va publicar entre el 27 de desembre de 2013 i el 30 d'abril de 2015.
Glénat/EDT, va publicar el primer tom del manga pel Saló del Còmic de Barcelona de 2009. Seguint el doblatge català, el manga va portar per títol Cinturó Negre (amb el subtítol Yawara!) i la protagonista es va anomenar Ginger. En català es van publicar 19 de 26 volums, ja que el 24 d'abril de 2013 Editores de Tebeos va anunciar que l'aturava a causa de la crisi que patia la companyia. El volum 20 es va anunciar que arribaria en català, però no es va arribar a publicar mai.

## Llista de volums publicats
| Volum | ISBN                   | Data de publicació     |
| --- | ---------------------- | ---------------------- |
| 1 | ISBN 978-84-8357-879-7 | 14 d'abril de 2009     |
| Un bon dia, en Matsuda, periodista del diari Every Sport, veu per casualitat una noia que li fa una clau de judo increïble a un lladre. La noia es diu Ginger Inokuma, una estudiant de batxillerat que té un do especial per al judo i que és néta d’en Jigorô Inokuma, que de jove havia guanyat cinc vegades el campionat de judo del Japó. Tanmateix, ella només desitja una cosa: ser “una noia normal i corrent”. Però el seu avi insisteix sempre que un dia ha d’aconseguir la medalla d’or olímpica i el Premi de l’Honor del Poble japonès. |                        |                        |
| 2 | ISBN 978-84-8357-879-7 | 3 de juliol de 2009    |
| En Kazamatsuri, que ha estat contractat per fer d’entrenador de la Sayaka Hon’ami, gran rival de la Ginger, convida la protagonista a una cita per esbrinar fins a quin punt arriba la seva força. Però no és capaç de creure’s que ella sàpiga tant de judo, perquè està tan determinada a amagar la seva força que es mostra totalment indefensa. |                        |                        |
| 3 | ISBN 978-84-8357-881-0 | 21 d'agost de 2009     |
| Després de guanyar el seu primer combat amb un ippon seoi, una pila d’universitats volen fitxar la Ginger. Però ella vol fer una diplomatura d’arts de la llar en una universitat femenina i desitja ser una noia normal i corrent. Tanmateix, un munt de nois que admiren la Ginger arriben al club de judo de l’institut Musashiyama, on estudia ella, per apuntar-s'hi. |                        |                        |
| 4 | ISBN 978-84-8357-882-7 | 30 d'octubre de 2009   |
| La mala sort fa que les dates del torneig “Copa Kuji TV” en què debutarà la Ginger i el torneig en què han de participar els nois del club de judo de l’institut Musashiyama coincideixin. En Sudô acompanya la Ginger amb bicicleta fins al pavelló Budôkan perquè pugui lluitar, però al camí de tornada l’enxampen uns vells coneguts i l’estomaquen. |                        |                        |
| 5 | ISBN 978-84-8357-883-4 | 20 de novembre de 2009 |
| La Jodie, campiona del món de judo, s'ha instal·lat a casa dels Inokuma perquè, tant sí com no, vol lluitar contra la Ginger. Però la Ginger s'ha de preparar pels exàmens d’accés a la universitat i, com que no pot aguantar el ritme, empeny la Jodie perquè se’n torni al Canadà. |                        |                        |
| 6 | ISBN 978-84-8357-884-1 | 11 de desembre de 2009 |
| La Ginger rep una invitació per assistir a la festa d’any nou que se celebra a ca la Sayaka Hon’ami, la seva rival. A la festa, la Sayaka donarà una notícia que afectarà profundament la Ginger, la qual, a partir de llavors, comença a perdre la passió pel judo. Just en aquest moment, arriba una carta de l’excampiona del món, la Jodie... |                        |                        |
| 7 | ISBN 978-84-8357-989-3 | 29 de gener de 2010    |
| La Ginger assisteix contenta a la cerimònia d’inici de curs a la Universitat Femenina Mitsuba i després, en mig d’una allau d’ofertes d’activitats extraescolars, s'acaba apuntant al club de golf gairebé sense voler. A la festa de benvinguda per a les noves membres del club, fa una nova amiga: una noia un xic estranyota que es diu Fujiko Itô... |                        |                        |
| 8 | ISBN 978-84-8357-990-9 | 19 de febrer de 2010   |
| Tot i la diferència de pes que les posa en situació de desavantatge respecte les altres rivals, la Ginger i la Sayaka van guanyant els seus respectius combats del campionat nacional del Japó. Això provoca que el president del C.O.I, en Tamaranch, comenci a pensar en la possibilitat d’instaurar la categoria absoluta als Jocs Olímpics... |                        |                        |
| 9 | ISBN 978-84-8357-991-6 | 19 de març de 2010     |
| Comencen els combats de la categoria absoluta i “sa majestat” Belkens aconsegueix una victòria fàcil a la primera ronda. Ara li toca a la Ginger, però davant seu hi té la Tao, una xinesa de 1,98 m d’alçada i 125 kg de pes. Podrà la Ginger estar per sobre de les evidents diferències físiques? |                        |                        |
| 10 | ISBN 978-84-9947-206-5 | 25 de juny de 2010     |
| Ja tenim aquí la gran final de la categoria absoluta dels Jocs Olímpics. L’ura nage de la campiona del món, la Teleshikova, deixa inconscient la Ginger! La Teleshikova s'havia estat guardant les tècniques de projecció per a la final precisament amb aquesta intenció... |                        |                        |
| 11 | ISBN 978-84-9947-207-2 | 23 de juliol de 2010   |
| En el combat d’exhibició que se celebra durant el casament de l’excampiona del món, la Jodie, la Ginger derrota amb un ippon seoi la Christine Adams, l’esperança del món del judo canadenc. A l’hora de marxar del Canadà, però, li confessa a la Jodie que vol deixar el judo. |                        |                        |
| 12 | ISBN 978-84-9947-208-9 | 24 de setembre de 2010 |
| Comença el torneig de judo femení per equips Copa Ajisai. La Fujiko fa un gran paper per a la Universitat Mitsuba. L'equip passa a semifinals havent necessitat només l'ajuda de la Ginger en un sol combat; arriba el moment d'enfrontar-se a la Seishin Jogakukan de la Sayaka. |                        |                        |
| 13 | ISBN 978-84-9947-209-6 | 19 de novembre de 2010 |
| La Ginger derrota les cinc oponents de la Tsukushi i el seu equip es proclama campió de la Copa Ajisai. Més tard, la Ginger comença a buscar feina, però per altra banda decideix participar al campionat nacional del Japó per la seva amiga Fujiko. |                        |                        |
| 14 | ISBN 978-84-9947-233-1 | 11 de febrer de 2011   |
| La Fujiko es concentra en els entrenaments de cara al campionat nacional del Japó. Mentrestant, la Ginger s'amoïna perquè no està rebent cap resposta de les empreses on va anar a fer entrevistes de feina. El dia del torneig s'assabenta que el seu avi havia bloquejat tota la correspondència de les empreses... La Ginger va guanyant els combats conduïda per la ràbia envers el seu avi. Però resulta que les quatre empreses on havia anat a fer entrevistes han acudit al pavelló a veure el torneig... |                        |                        |
| 15 | ISBN 978-84-9947-234-8 | 8 d'abril de 2011      |
| Les millors judokes del món es reuneixen a l’antiga Iugoslàvia per disputar el mundial de l’especialitat. Tanmateix, la Ginger no participa a la categoria absoluta: és la Fujiko qui és escollida en el seu lloc... Comença el torneig i la Ginger, que disputa la categoria de menys 48 kg, es troba molt trista per l’absència d’en Matsuda. |                        |                        |
| 16 | ISBN 978-84-9947-235-5 | 24 de juny de 2011     |
| |                        |                        |
| 17 | ISBN 978-84-9947-236-2 | 2 de setembre de 2011  |
| |                        |                        |
| 18 | ISBN 978-84-9947-237-9 | 1 de juny de 2012      |
| El dia 22 d'abril, el mateix dia del Campionat Nacional, la Ginger, ara treballadora de la Tsurukame Travel, se n'ha d'anar com a acompanyant en un viatge a Hokkaidô. Un cop de viatge, la gent del seu voltant la convenç per fer via cap a Tòquio i participar al Campionat. |                        |                        |
| 19 | ISBN 978-84-9947-539-4 | 11 d'octubre de 2012   |
| El president de la Tsurukame Travel es queda de pasta de moniato quan s'assabenta que la Ginger, que se suposava que era a Hokkaidô fent d'acompanyant de la gent de Comercial Katôchû, participa al campionat nacional de judo. Mentrestant, a Hokkaidô, en Hagoromo, el cap de la Ginger que es juga la feina per enviar-la a Tòquio, es queda d'allò més aixafat quan pensa en el negre futur que li espera. Al pavelló, la Sayaka Hon'ami protagonitza un retorn brillant. Al club de golf on era la Ginger, el responsable Hagoromo es disculpa de genolls davant dels seus clients, però no aconsegueix impedir que l'ambient s'enrareixi. Quan engeguen la televisió, apareix la Ginger al campionat nacional femení de judo del Japó. La Ginger arribaa les semifinals, on s'haurà d’enfrontar a la Sayaka Hon'ami. |                        |                        |